# K9 Thunder
Il K9 Thunder è un obice semovente da 155 mm sviluppato e prodotto dall'Agenzia per lo sviluppo della difesa e da Samsung Aerospace Industries, oggi Hanwha Techwin, per le forze armate della Corea del Sud. Il mezzo o sue componenti sono prodotti su licenza anche in Turchia, Polonia e India.

## Storia

### Sviluppo
Alla fine degli anni '80 il governo della Corea del Sud richiese un nuovo semovente d'artiglieria da 155 mm che potesse garantire gittata, rateo di fuoco, precisione e mobilità superiori rispetto a quella dei K55 e degli M107 allora in servizio. La richiesta fu dovuta alla superiorità dell'artiglieria della Corea del Nord, che poteva contare su un maggior numero di bocche di fuoco, di cui circa la metà semoventi.
Lo sviluppo del K9 iniziò nel 1989 e fu guidato dall'Agenzia per lo sviluppo della difesa; i motori, la trasmissione, il sistema di navigazione inerziale e le sospensioni vennero inizialmente importati dall'estero e in seguito venne avviata la produzione locale su licenza. Il primo di due prototipi è stato assemblato nel 1994 e nel 1996 iniziarono le prove.
Il 22 dicembre 1998 il governo coreano firmò il contratto per la fornitura dei mezzi; il primo esemplare venne consegnato il 17 dicembre 1999 ai reparti del Daehanminguk Haebyeongdae stanziati sull'isola di Yeonpyeong con l'obiettivo di scoraggiare le provocazioni provenienti dalla Corea del Nord.

### Esportazione
Nel 1999 il K9 venne proposto alla Turchia come parte di un più ampio scambio di tecnologie militari nonostante la Turchia stesse pianificando di avviare la produzione del PzH 2000. A metà del 1999 le trattative tra Germania e Turchia si interruppero e il 4 maggio 2000 Turchia e Corea del Sud firmarono un memorandum d'intesa per la produzione di 350 K9 entro il 2011. Lo stesso giorno il governo tedesco negò l'esportazione dei motori MTU prodotti su licenza in Corea: dopo avere valutato di installare un motore Perkins, la Corea minacciò di annullare diversi accordi di collaborazione con la Germania e il 15 dicembre l'esportazione dei motori venne concessa. Il primo prototipo, caratterizzato dall'adozione di una torretta modificata e di impianti prodotti localmente, venne ultimato il 30 dicembre 2000 e venne nominato T-155 Fırtına (tempesta). Dei 350 esemplari inizialmente previsti, di cui 70 destinati all'esportazione, solo 280 T-155 sono stati prodotti.
Nel 1999 la Polonia lanciò un programma per dotarsi di nuovi semoventi da 155 mm al fine di sostituire quelli di epoca sovietica: GEC-Marconi venne scelta per fornire le torrette dei semoventi AS-90 da utilizzare sul nuovo AHS Krab (granchio). Il primo prototipo venne ultimato nel 2001. Nel 2014 il governo polacco acquistò 120 scafi di K9 per sostituire gli scafi prodotti da OBRUM inizialmente previsti dal momento che vennero rilevati difetti strutturali e la produzione del motore S-12U cessò. 24 degli scafi vennero costruiti in Corea mentre i restanti 96 vennero prodotti da Huta Stalowa Wola.
Nel luglio 2016 il ministero della difesa finlandese ha annunciato di avere ordinato un numero non precisato di K9 di seconda mano dalla Corea del Sud; nel novembre dello stesso anno i K9 vennero testati in Lapponia. A febbraio 2017 la Finlandia comunicò di avere acquistato 48 K9 di surplus dalla Corea del Sud che saranno consegnati entro il 2024. Nell'ottobre 2021 sono stati ordinati altri 5 esemplari.
Il 29 marzo 2012 Samsung Techwin e Larsen & Toubro annunciarono una collaborazione per produrre il K9 in India. Tra il 2013 e il 2014 il K9 affrontò delle prove comparative contro il 2S19 Msta risultando vincitore. Nel settembre 2015 il governo indiano selezionò Larsen & Toubro per la fornitura di 100 K9 Vajra, una versione modificata per operare in ambienti caldi e desertici. Il contratto per la fornitura dei 100 semoventi è stato siglato nel 2017 per un valore di circa 700 milioni di dollari. I primi 10 esemplari sono stati prodotti in Corea mentre i restanti 90 in India. L'ultimo esemplare è stato consegnato il 18 febbraio 2021. Nel 2021 è emerso che L&T starebbe sviluppando, insieme a DRDO, un carro armato leggero con un cannone da 105 o 120 mm su scafo del K9 Vajra. Ad agosto 2021 è in fase di valutazione l'acquisto di 40 ulteriori esemplari.
Nel 2017 la Norvegia ha acquistato 24 K9 e 6 veicoli da rifornimento munizioni K10 al costo di 215 milioni di dollari e ha siglato un'opzione per ulteriori 24 esemplari dopo che il modello è stato scelto come vincitore di una gara che vedeva partecipare anche il PzH 2000, il Nexter CAESAR 8x8 e il PzHbz88/95 KAWEST. I K9 norvegesi sono denominati VIDAR (Versatile Indirect Artillery), sono derivati dal K9A1 e hanno un impianto di comunicazione prodotto in Norvegia.
Nel 2016 la Finlandia invitò l'Estonia a partecipare alle negoziazioni per l'acquisizione di K9 per ottimizzare i costi di gestione per entrambe le nazioni. Nel giugno 2018 il governo estone ordinò i primi 12 K9, seguiti nell'ottobre 2019 da altri 6, tutti di seconda mano dalla Corea e per un costo finale di 83 milioni di dollari. I primi esemplari sono stati consegnati ad ottobre 2020 e si prevede che le consegne durino fino al 2022.

## Tecnica

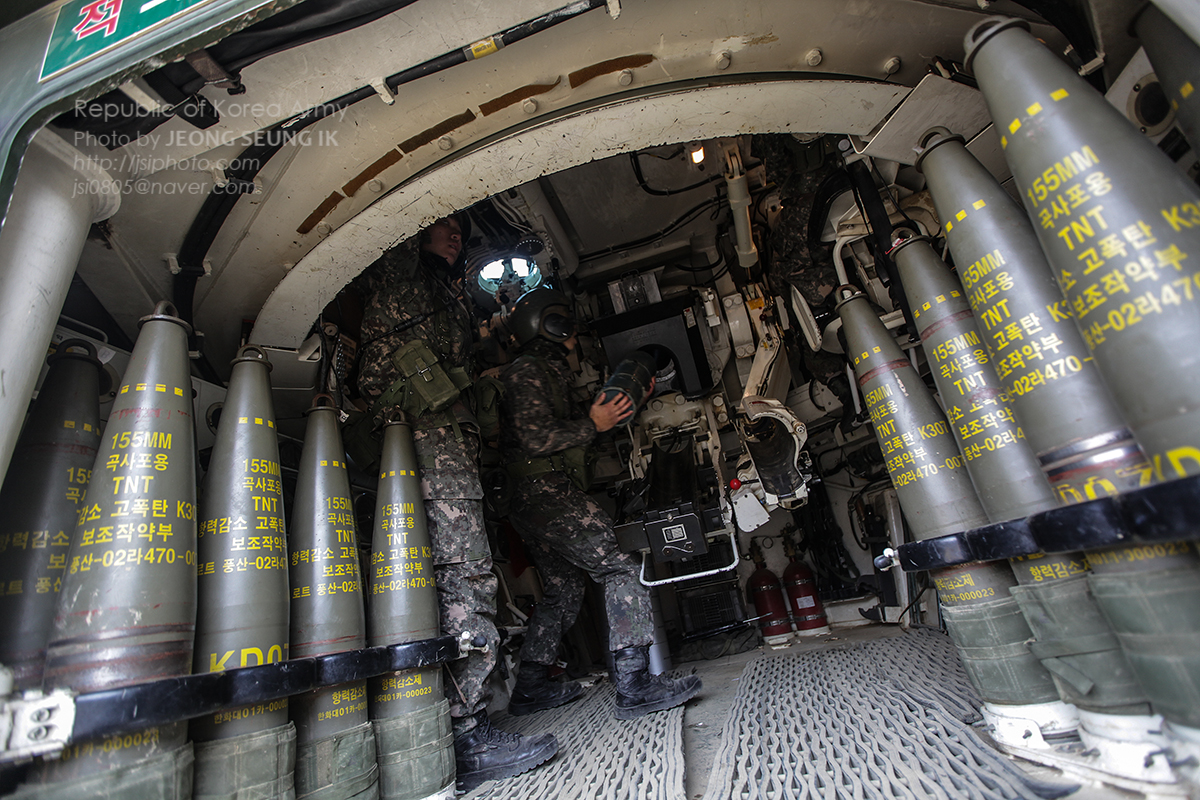
Vano munizioni sotto la torretta

Il motore è un diesel 8 cilindri MTU MT881Ka-500 da 735 kW raffreddato ad acqua, prodotto su licenza da STX Engine, ed è localizzato nella parte anteriore destra dello scafo; la trasmissione è una Allison X1100-5A3 ed è di tipo automatico con 4 marce avanti e 2 indietro. La velocità massima del K9 è di 67 km/h. Sul K9A1 è installata una APU da 8 kW che consente al mezzo di sparare anche a motore spento. La corazzatura è in acciaio saldato, è prodotta da POSCO e costituisce circa il 40% del peso totale. Il K9 garantisce la protezione NBC in tutte le sue versioni. L'equipaggio è costituito da 5 persone: un pilota, un capocarro, un artigliere e due serventi.
L'armamento principale è costituito da un obice K9 da 155 mm prodotto da Hyundai WIA, ha un'elevazione che varia da -2,5° a +70° ed ha una gittata massima di 40 km oppure di 56 km utilizzando proiettili assistiti a razzo; l'obice è in grado di sparare 3 colpi in 15 secondi in fuoco rapido oppure un massimo di 6 colpi al minuto per 3 minuti oppure 2/3 colpi al minuto per 1 ora. Sull'obice sono montati due freni di sparo, un estrattore di fumi e un freno di bocca. Il sistema di caricamento è semiautomatico: il proietto è caricato automaticamente mentre il bossolo con la carica di lancio è caricato manualmente. Il K9 è in grado di aprire il fuoco entro 30 secondi da fermo oppure 60 secondi in movimento a partire dalla ricezione del bersaglio. Sul lato destro della torretta è installata una mitragliatrice K6 da 12,7 mm.

## Impiego operativo

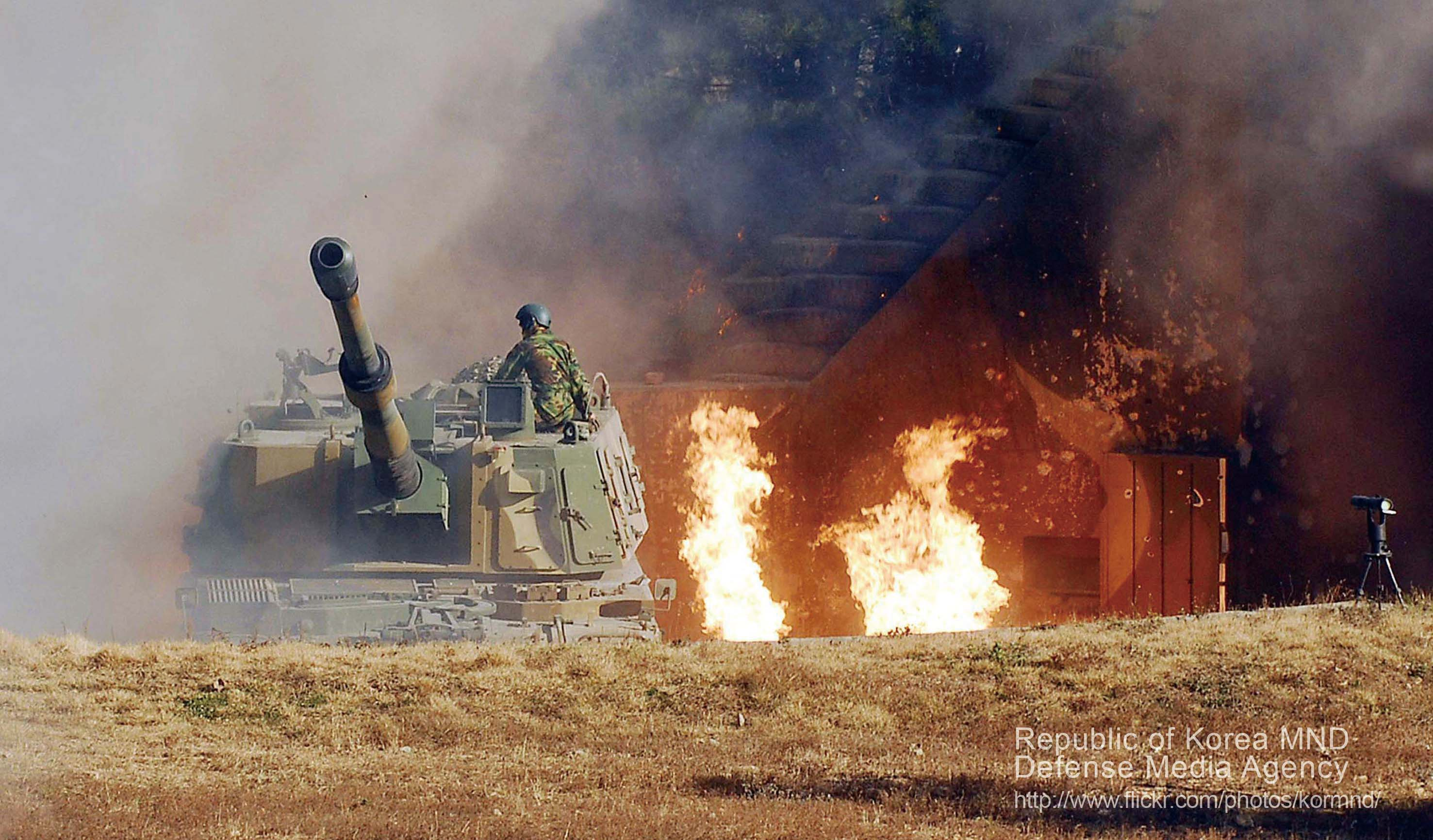
K9 del Corpo dei Marine della Corea del Sud durante il Bombardamento di Yeonpyeong

Il K9 Thunder ha visto il suo primo impiego bellico con il Corpo dei Marine della Corea del Sud durante il bombardamento di Yeonpyeong il 23 novembre 2010. Su 6 K9 a disposizione 4 erano impegnati in addestramento e 2 in posizione di tiro ma inizialmente solo 3 risposero al fuoco di artiglieria proveniente dalla Corea del Nord in quanto un K9 in addestramento riscontrò un malfunzionamento alla canna e altri due vennero danneggiati lievemente dal fuoco nemico. Dopo avere risolto il malfunzionamento al sistema di tiro, un quarto K9 si unì al fuoco.
Nel 2021 l'esercito indiano ha dispiegato un reggimento di artiglieria equipaggiato con i K9 Vajra nel Ladakh, lungo la Linea di controllo effettivo, per rispondere agli scontri sino-indiani del 2020-2021.

## Varianti
- XK9: 2 prototipi costruiti;
- K9: versione iniziale;

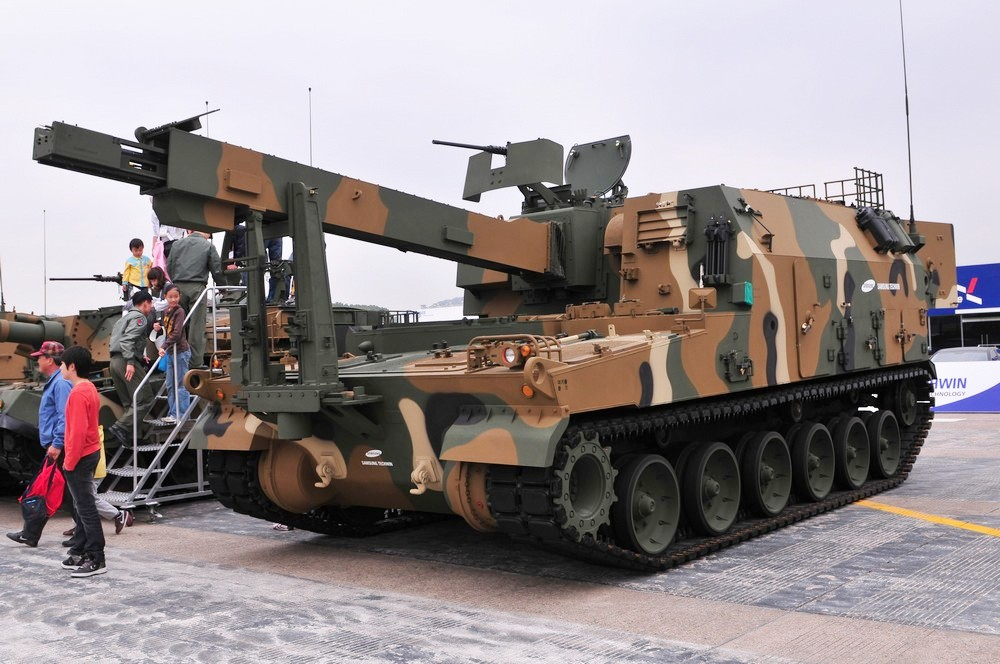
K10 per il rifornimento munizioni

  - T-155 Fırtına: versione prodotta su licenza in Turchia con torretta e una porzione di scafo modificati, sistema di navigazione inerziale e sistema di puntamento sviluppati in Turchia;
  - AHS Krab: semovente polacco con motore e scafo del K9 prodotto su licenza da Huta Stalowa Wola;
  - K9 Vajra: versione indiana con sistema di puntamento e sistema di caricamento sviluppati localmente;[26]
  - K9FIN Moukari: versione per la Finlandia con aggiornamenti locali;[27]
  - K9 Kõu: versione per l'Estonia con modifiche locali;[17]
  - K9PL: versione per la Polonia;
- K9 Tunet: versione per la Romania;
- K9A1: versione con una nuova APU da 8 kW e con sistema di puntamento e sistemi di visione notturna migliorati;[21]
  - K9 VIDAR (Versatile Indirect Artillery): versione per la Norvegia con un impianto di comunicazione prodotto localmente;[28]
  - AS9 Huntsman: variante australiana derivata dal VIDAR con sospensioni modificate e maggiore corazzatura;
  - K9A1EGY: versione per l'Egitto;
- K9A2: prototipo di aggiornamento dei K9A1 con un sistema di caricamento automatizzato, cadenza di fuoco di 9/10 colpi al minuto, cingoli in composito di gomma e sistemi d'arma a controllo remoto;[29]
- K9A3: progetto in sviluppo per un K9A2 senza equipaggio;
- K10: versione da rifornimento munizioni automatizzato per il K9 in grado di trasportare 104 proietti e 504 cariche di lancio;[30]
  - AS10: variante australiana con sospensioni modificate e maggiore corazzatura;
  - K10EGY: versione per l'Egitto;
- K11 Fire Direction Control Vehicle: veicolo di commando per l'artiglieria.

## Utilizzatori

Operatori del K9 Thunder o derivati

Australia
- Australian Army

30 semoventi d’artiglieria K9 e 15 veicoli rifornimento munizioni K10 ordinati il 13 dicembre 2021.
 Corea del Sud
- Daehanminguk Yuk-gun

circa 1 200 K9 consegnati dal 1999, in fase di aggiornamento allo standard K9A1.
- Daehanminguk Haebyeongdae

circa 100 K9 consegnati dal 1999.
 Egitto
- Al-Quwwāt al-Barriyyat al-Miṣriyya

Il 1º febbraio 2022 ordinati circa 200 obici semoventi K9A1EGY più altri veicoli portamunizioni K10EGY e veicoli di comando K11EGY di cui un lotto iniziale realizzato in Corea, il resto prodotti in stabilimenti egiziani Factory 200 alla periferia del Cairo.
 Estonia
- Eesti maavägi

12 K9 Kõu acquistati di seconda mano nel 2018 con un'opzione per altri 12. Nel 2019 è stata esercitata l'opzione per 6 K9 e in seguito sono stati acquistati anche i 6 esemplari rimanenti. A gennaio 2023 sono stati ordinati altri 12 K9 Kõu, che verranno consegnati entro il 2026 e porteranno a 36 il numero di semoventi acquistati. Nel dicembre 2023 sono stati consegnati gli ultimi 6 dei 24 K9 acquistati.

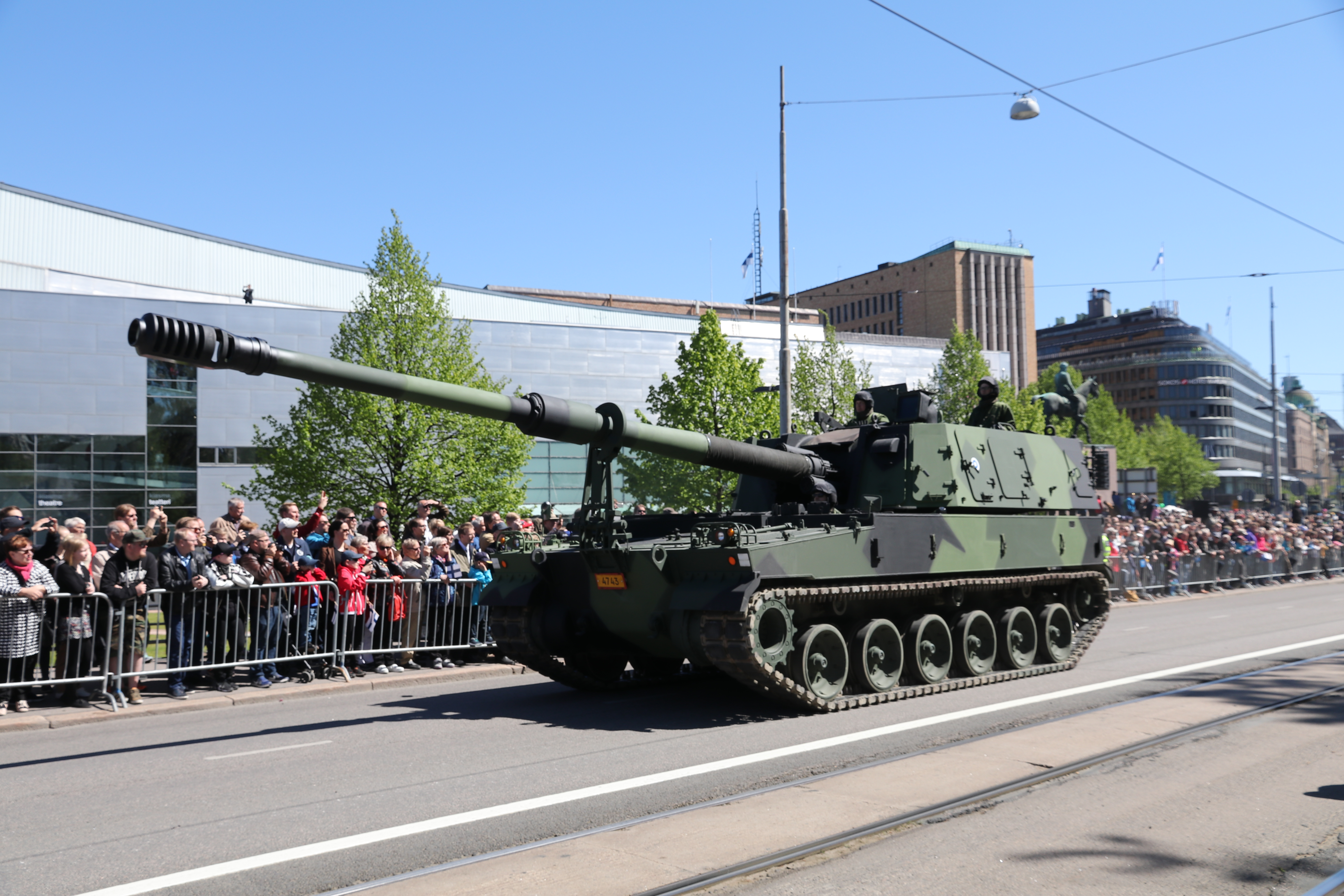
K9 finlandese in parata nel 2017

 Finlandia
- Suomen maavoimat

48 K9 acquistati di seconda mano dalla Corea del Sud nel 2017, seguiti da altri 48 di nuova produzione acquistati in due lotti da 10 e 38 esemplari tra il 2021 e il 2022, per un totale di 96 unità.
 India
- Esercito dell'India

100 K9 Vajra consegnati; i primi 10 sono stati prodotti in Corea del Sud e i rimanenti 90 sono stati prodotti su licenza da Larsen & Toubro. Altri 100 K9 Vajra sono stati ordinati nel 2023.
 Norvegia
- Kongelige Norske Hæren

24 K9 e 6 K10 ordinati nel 2017 (opzione per altri 24 K9) consegnati a partire dal 2019. Ulteriori 4 K9 e 8 veicoli per il rifornimento di munizioni K10 ordinati il 7 novembre 2022, che portano il totale a 28 K9 e 14 K10.
 Polonia
- Wojska Lądowe

212 K9A1 ordinati nel 2022 seguiti nel 2023 da altri 6 K9A1, da consegnare entro il 2025, e 146 K9PL, con consegne previste entro il 2027.
 Romania
- Forțele Terestre Române

54 K9 Tunet acquistati nel 2024 con alcuni K10.
 Turchia
- Türk Kara Kuvvetleri

280 T-155 Fırtına in servizio.